# Episodi di Da Vinci's Inquest (prima stagione)
La prima stagione della serie televisiva Da Vinci's Inquest è stata trasmessa in anteprima in Canada dalla CBC Television tra il 7 ottobre 1998 e il 3 febbraio 1999.
| nº | Titolo originale        | Titolo italiano | Prima TV Canada  | Prima TV Italia |
| -- | ----------------------- | --------------- | ---------------- | --------------- |
| 1  | Little Sister (Part 1)  | inedito         | 7 ottobre 1998   | inedito         |
| 2  | Little Sister (Part 2)  | inedito         | 14 ottobre 1998  | inedito         |
| 3  | Little Sister (Part 3)  | inedito         | 21 ottobre 1998  | inedito         |
| 4  | The Quality of Mercy    | inedito         | 28 ottobre 1998  | inedito         |
| 5  | Known to the Ministry   | inedito         | 4 novembre 1998  | inedito         |
| 6  | We All Fall Down        | inedito         | 11 novembre 1998 | inedito         |
| 7  | The Stranger Inside     | inedito         | 18 novembre 1998 | inedito         |
| 8  | Gabriel                 | inedito         | 25 novembre 1998 | inedito         |
| 9  | The Most Dangerous Time | inedito         | 2 dicembre 1998  | inedito         |
| 10 | The Bridge              | inedito         | 9 dicembre 1998  | inedito         |
| 11 | Final Chapter           | inedito         | 13 gennaio 1999  | inedito         |
| 12 | The Hunt                | inedito         | 27 gennaio 1999  | inedito         |
| 13 | The Capture             | inedito         | 3 febbraio 1999  | inedito         |